# Wielcy Komnenowie
Wielcy Komnenowie (grec. Μέγας Κομνηνός, Megas Komnēnos) – dynastia bizantyńska panująca w Cesarstwie Trapezuntu w latach 1204-1461.

## Dzieje
W 1204 Konstantynopol zdobyły wojska czwartej wyprawy krzyżowej. Cesarstwo założyli przedstawiciele bizantyńskiej dynastii Komnenów, wnuków Andronika I, Aleksego i Dawida, którzy zawładnęli w kwietniu 1204 roku Trapezuntem, zakładając dynastię Wielkich Komnenów. Miało to miejsce zupełnie niezależnie od wydarzeń z Konstantynopola, który został krótko potem zdobyty przez rycerzy IV krucjaty. Przy wsparciu wojsk gruzińskich i królowej Tamary, Dawid Wielki Komnen zdobył położone na wybrzeżu Morza Czarnego tereny wokół miasta Trapezunt, a także Synopę i Herakleę Pontyńską. Aleksy przyjął tytuł cesarski. Rodzina nazwała się Wielkimi Komnenami. Jego potomkowie panowali w cesarstwie Trapezuntu przez ponad 250 lat. Ostatni cesarz Trapezuntu, Dawid II (zm. 1463 r.) został usunięty z tronu w 1461 r. (osiem lat po upadku Konstantynopola). Jego cesarstwo zajęli Turcy.